# Mesnil-Saint-Georges
Mesnil-Saint-Georges és un municipi francès situat al departament del Somme i a la regió dels Alts de França. L'any 2007 tenia 177 habitants.

## Demografia

### Població

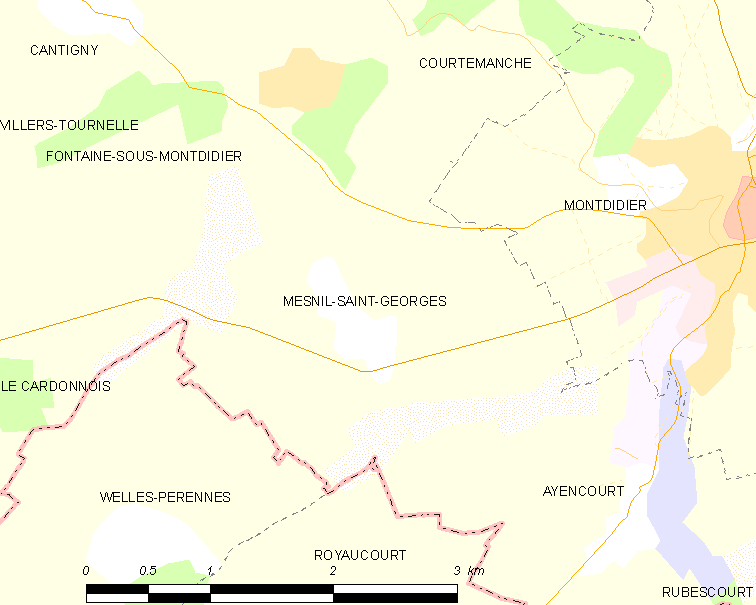

El 2007 la població de fet de Mesnil-Saint-Georges era de 177 persones. Hi havia 68 famílies de les quals 20 eren unipersonals (20 dones vivint soles i 20 dones vivint soles), 20 parelles sense fills, 24 parelles amb fills i 4 famílies monoparentals amb fills.
La població ha evolucionat segons el següent gràfic:
Habitants censats

### Habitatges
El 2007 hi havia 73 habitatges, 67 eren l'habitatge principal de la família, 3 eren segones residències i 3 estaven desocupats. Tots els 73 habitatges eren cases. Dels 67 habitatges principals, 54 estaven ocupats pels seus propietaris, 12 estaven llogats i ocupats pels llogaters i 1 estava cedit a títol gratuït; 2 tenien dues cambres, 3 en tenien tres, 17 en tenien quatre i 45 en tenien cinc o més. 58 habitatges disposaven pel capbaix d'una plaça de pàrquing. A 28 habitatges hi havia un automòbil i a 32 n'hi havia dos o més.

### Piràmide de població

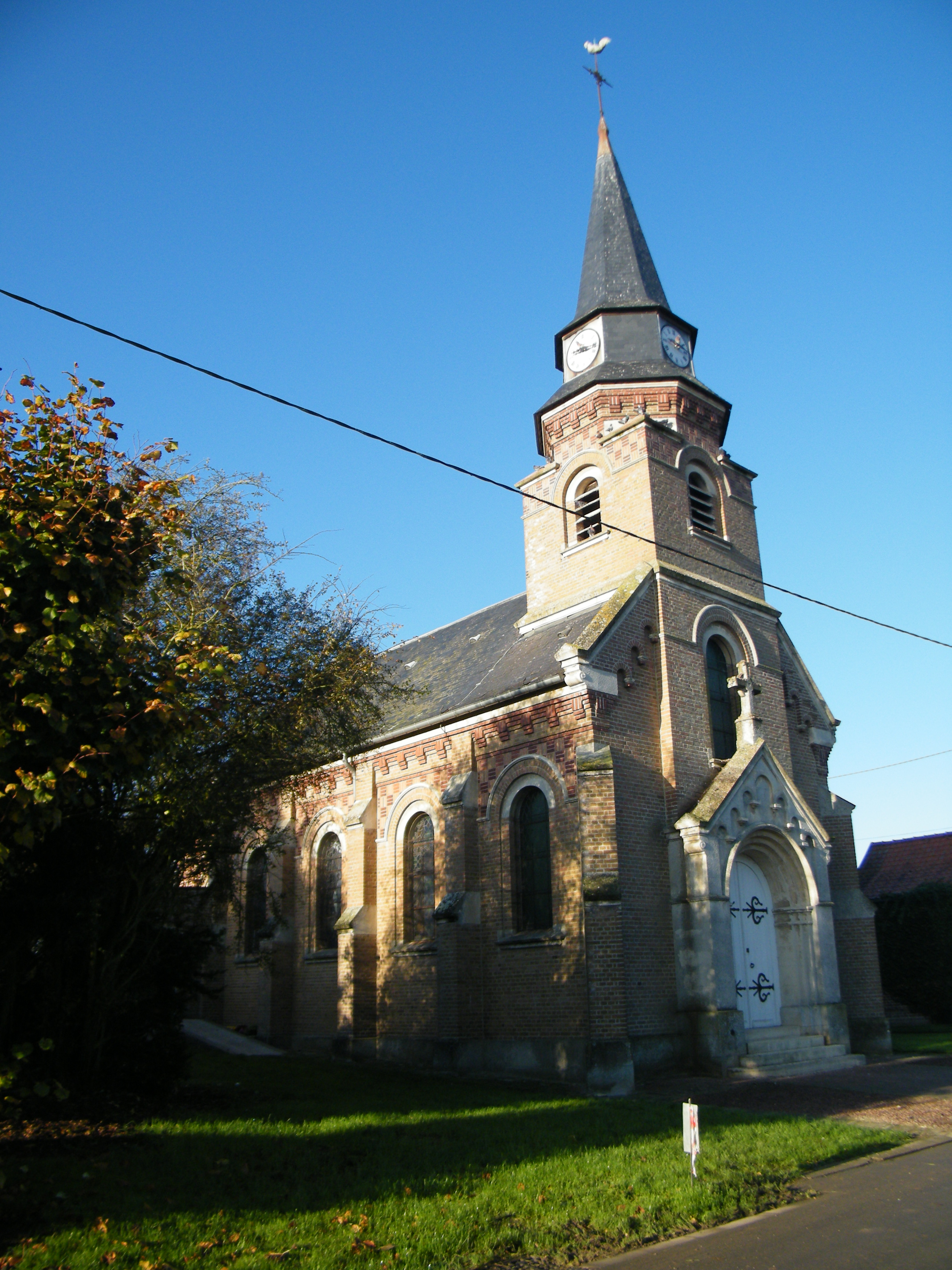

La piràmide de població per edats i sexe el 2009 era:
| Homes | Edats   | Dones |
| ----- | ------- | ----- |
| 0     | 95 o +  | 0     |
| 0     | 90 a 94 | 0     |
| 4     | 85 a 89 | 0     |
| 0     | 80 a 84 | 0     |
| 0     | 75 a 79 | 8     |
| 8     | 70 a 74 | 8     |
| 4     | 65 a 69 | 0     |
| 0     | 60 a 64 | 4     |
| 0     | 55 a 59 | 0     |
| 4     | 50 a 54 | 0     |
| 4     | 45 a 49 | 8     |
| 8     | 40 a 44 | 8     |
| 12    | 35 a 39 | 4     |
| 8     | 30 a 34 | 12    |
| 0     | 25 a 29 | 4     |
| 0     | 20 a 24 | 0     |
| 4     | 15 a 19 | 4     |
| 8     | 10 a 14 | 12    |
| 16    | 5 a 9   | 8     |
| 4     | 0 a 4   | 8     |

## Economia

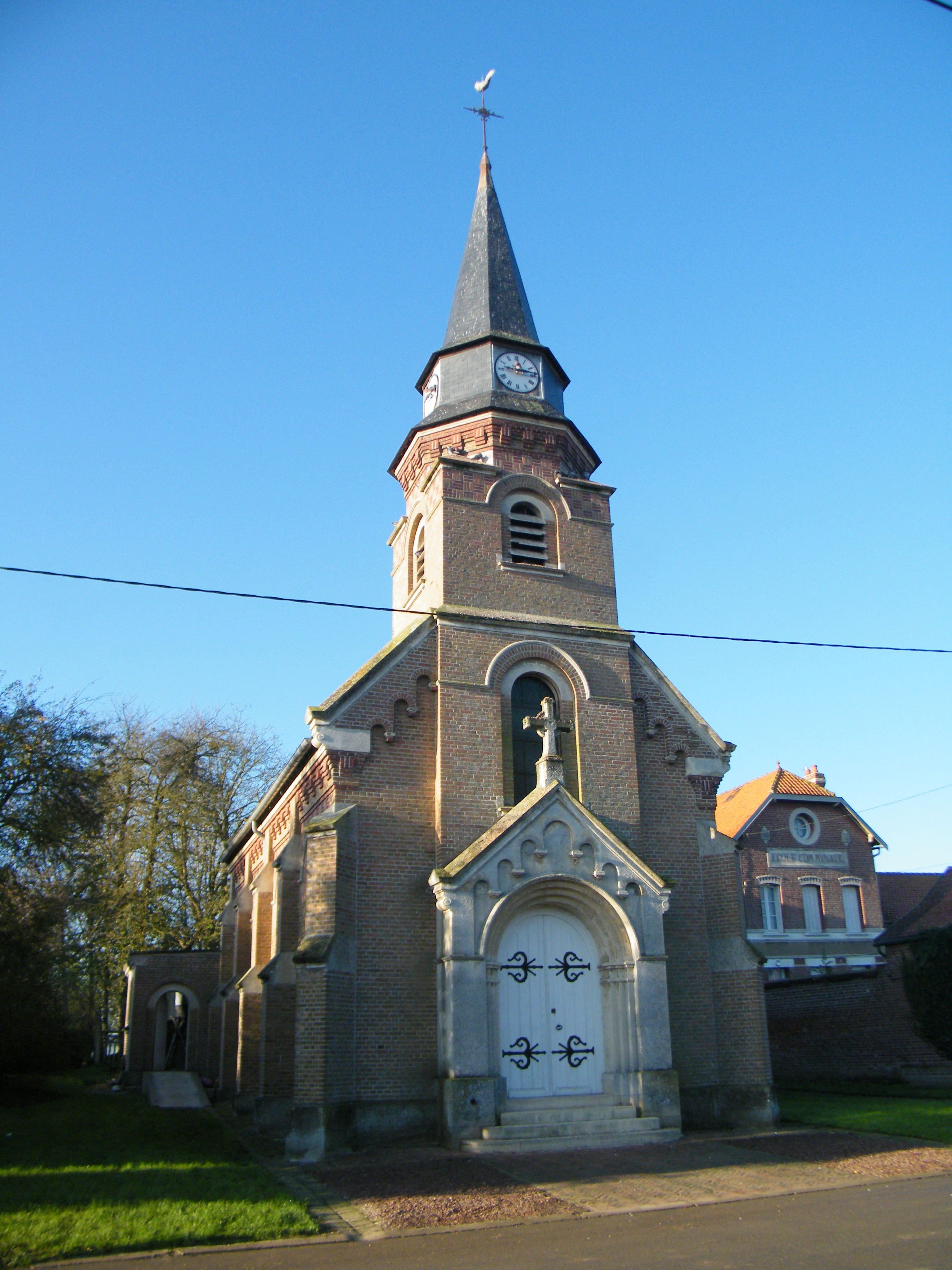

El 2007 la població en edat de treballar era de 110 persones, 79 eren actives i 31 eren inactives. De les 79 persones actives 73 estaven ocupades (41 homes i 32 dones) i 6 estaven aturades (3 homes i 3 dones). De les 31 persones inactives 7 estaven jubilades, 12 estaven estudiant i 12 estaven classificades com a «altres inactius».

### Ingressos
El 2009 a Mesnil-Saint-Georges hi havia 68 unitats fiscals que integraven 173 persones, la mediana anual d'ingressos fiscals per persona era de 17.275 €.

### Activitats econòmiques

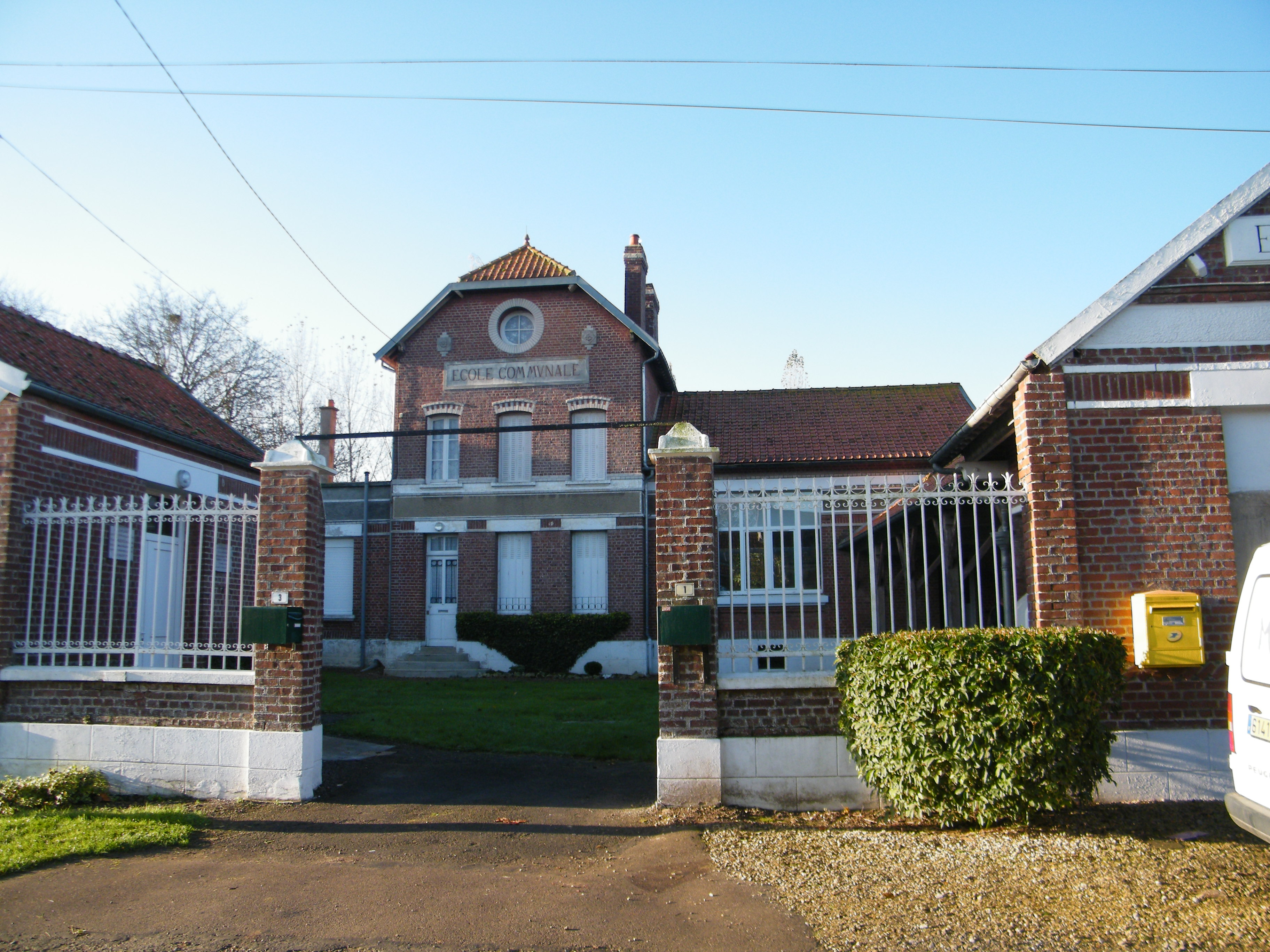

Dels 5 establiments que hi havia el 2007, 2 eren d'empreses de construcció, 1 d'una empresa de comerç i reparació d'automòbils, 1 d'una empresa de transport i 1 d'una empresa financera.
Dels 2 establiments de servei als particulars que hi havia el 2009, 1 era un guixaire pintor i 1 electricista.
L'any 2000 a Mesnil-Saint-Georges hi havia 3 explotacions agrícoles.

## Poblacions més properes
El següent diagrama mostra les poblacions més properes.